# Південний Ілокос
Південний Ілокос (ілок.: Abagatan nga Ilocos; таг.: Timog Ilocos) — провінція Філіппін, розташована в регіоні Ілокос на північному заході острова Лусон. Адміністративним центром є місто Віган. Провінція межує на півночі з провінціями Північний Ілокос та Абра, на сході — з Гірською провінцією, на півдні — з Ла Уніон та Бенґет, на заході омивається Південнокитайським морем. Адміністративно поділяється на 32 муніципалітети та 2 незалежних міста. Населення провінції згідно перепису 2015 року становило 689 668 осіб. Понад 75% населення католики.
Основа економіки провінції - сільське господарство. Основні культури: рис, кукурудза, овочі і фрукти, тютюн, бавовна. Поширеним є також ремісництво: ткацтво, виготовлення меблів, кераміки, ковальство.